# Thỏ đuôi bông México
Sylvilagus cunicularius là một loài động vật có vú trong họ Leporidae, bộ Thỏ. Loài này được Waterhouse mô tả năm 1848.
Đây là loài đặc hữu của Mexico, nơi sinh sống tự nhiên của chúng là rừng ôn đới, rừng khô nhiệt đới hoặc cận nhiệt đới và đồng cỏ.

## Phân loại
Ngôi nhà tranh Mexico được nhà tự nhiên học người Anh George Robert Waterhouse mô tả lần đầu tiên vào năm 1848 như là một phần của công việc phân loại mẫu vật trong bộ sưu tập của bảo tàng Hiệp hội Động vật học London. Ba phân loài được công nhận: Sylvilagus cunicularius cunicularius, S. c. insolitus, và S. c. pacificus.